# Cuidado con el ángel
Cuidado con el ángel er en mexicansk tv-serie fra 2008. Hovedrollerne spilles af henholdsvis Maite Perroni (María de Jesus "Marichuy" Velarde Santos de San Román/Lirio/Alejandra Robles) og William Levy (Juan Miguel San Román Bustos/Pablo Cisneros).